# Julien Lehouck
Julien Lehouck, né à Egem, le 14 août 1896 et mort par pendaison à Breendonk, le 25 février 1944, est un athlète belge, bourgmestre de Senzeilles et un résistant de la Seconde Guerre mondiale.

## Éléments biographiques
Julien Lehouck naît à Egem, le 14 août 1896. Sportif, il pratique l'Athlétisme. Ses disciplines de prédilection sont le 100 mètres, le Relais 4 × 100 mètres et le Saut en longueur. Pour cette dernière discipline, il détient le record de Belgique en 1920 et prend part aux Jeux olympiques de 1920.
L'année suivante, en octobre,  il épouse Simonne Gerbehaye. Julien Lehouck est directeur d'une fabrique de construction métallique tandis que son épouse est femme au foyer. En 1922, leur unique fils naît, Paul. Le couple s'est établi au château de Senzeilles dans le Namurois. Julien Lehouck endosse l'écharpe maïorale et devient le bourgmestre de la localité. 

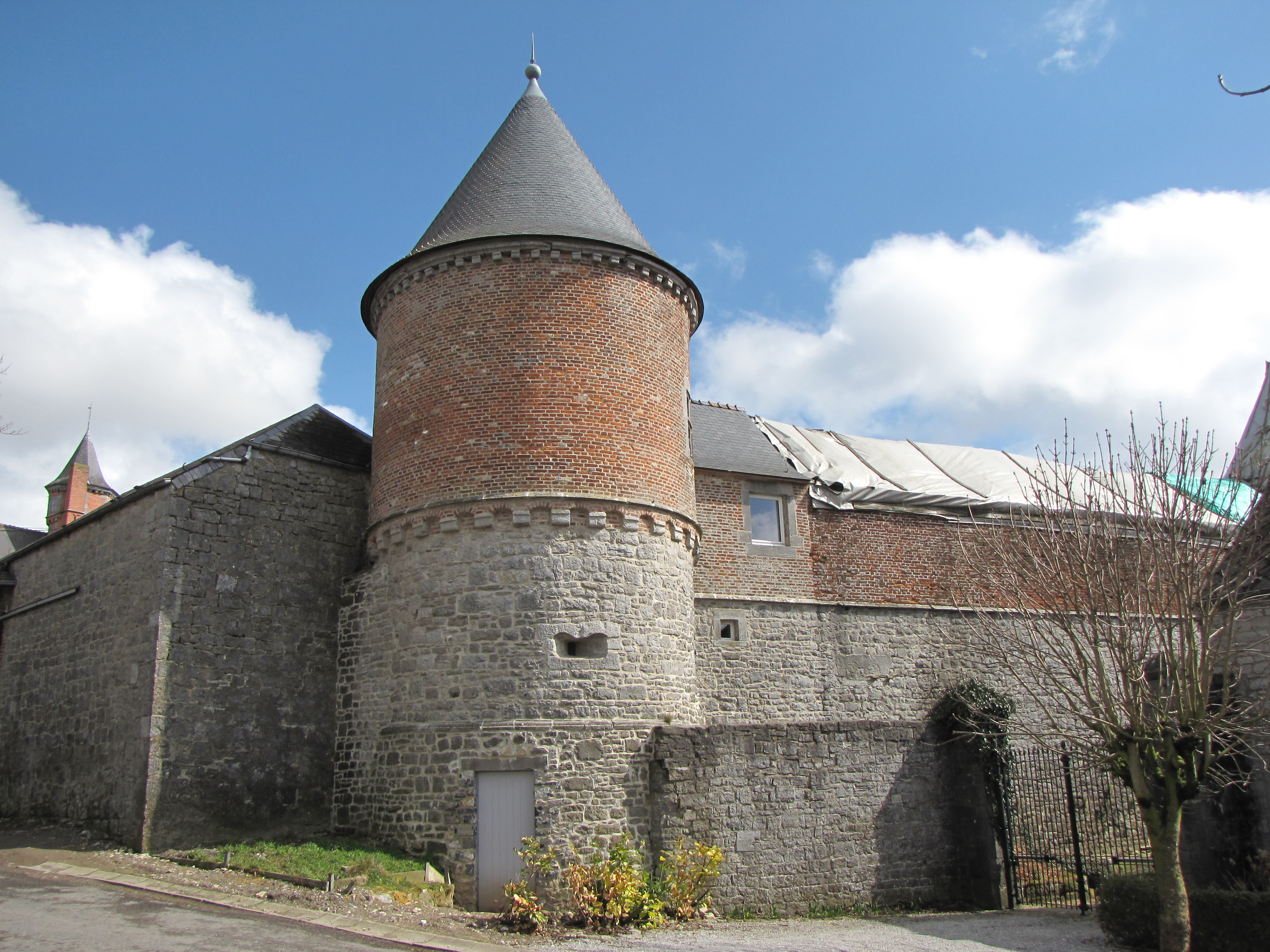
Le château de Senzeilles

Lorsque la Seconde Guerre mondiale éclate, la famille ne tarde pas à s'investir dans la résistance en devenant membres du Groupe G. Les châtelains de Senzeilles accueillent également dans leur demeure des Juifs en fuite qui transitent chez eux avant de rallier Cousolre. En 1942, le bourgmestre Julien Lehouck est remplacé par le rexiste Julien Leroy, mais il garde le statut d'échevin. 
Mi-février 1943, le maquis de Senzeilles s'organise et mène différentes actions de résistance dans la région. Début février 1944, un B-17 s'écrase dans la région de Cerfontaine, l'épave de l'avion est gardée par trois sentinelles allemandes qui sont tuées par des maquisards. Le 11 février 1944, des suspects et des notables locaux, dont Julien Lehouck soupçonné de ravitailler les résistants, sont arrêtés. Le maquis de Senzeilles est démantelé le 16 février 1944, 11 maquisards sont arrêtés, six parviennent à prendre la fuite. Le 24 février 1944, c'est au tour de Simonne et de Paul d'être arrêtés.
Le lendemain, le 25 février 1944, Julien Lehouck est exécuté par les Allemands au Fort de Breendonk et sa dépouille ensevelie au Tir national. Sa femme et son fils sont écroués à la prison de Saint-Gilles puis déportés vers Gross-Strelitz. Simonne survivra à Ravensbrück et deviendra bourgmestre de Senzeilles de 1946 à 1973 et la première femme sénatrice de Belgique. Paul, quant à lui, ne survivra pas à la guerre, il meurt à Bautzen, une année après son père, le 25 février 1945.